# Mondeville, Calvados

Mondeville este o comună în departamentul Calvados, Franța. În 1 ianuarie 2022 avea o populație de 10.286 de locuitori.